# Iles Braghetto
Iles Braghetto (San Giorgio delle Pertiche, 9 marzo 1953) è un politico italiano.

## Biografia
Laureato in lettere presso l'Università di Padova, è insegnante di religione. Impegnato in politica con la Democrazia Cristiana, negli anni '80 è consigliere comunale e poi vicesindaco della città di Padova. 
Nel 1995 è eletto consigliere della Regione Veneto, nel listino regionale di centrodestra collegato al presidente Giancarlo Galan, venendo poi nominato assessore regionale alla Sanità. Riconfermato consigliere regionale Veneto nel 2000 con la lista dei Cristiani Democratici Uniti, è presidente della Commissione Bilancio e Affari Istituzionali.
Candidato alle Europee nel 2004 per la lista dell'UDC nella circoscrizione nord-est, è stato proclamato il 28 luglio 2005 in sostituzione di Antonio De Poli, che opta per la carica di assessore della Regione Veneto, e dopo rinuncia dell'allora ministro Carlo Giovanardi. A Strasburgo fa parte del gruppo del Partito Popolare Europeo ed è componente della Commissione per l'occupazione e gli affari sociali e della Commissione per la pesca. Il suo mandato al Parlamento Europeo finisce nel 2009.
Nel febbraio 2009 annuncia di voler uscire dall'UDC per candidarsi alle elezioni regionali venete del 2010 con l'Alleanza di Centro di Francesco Pionati, che sostiene il Ministro Luca Zaia candidato alla presidenza del Veneto.
Indagato nel 2015 per distrazione di fondi europei destinati tra il 2011 e 2014 dalla Regione Veneto a corsi di formazione professionali. 